# NAC Breda in het seizoen 2011/12
Het seizoen 2011-2012 van NAC Breda was het 55ste seizoen van de Nederlandse voetbalclub uit Breda in het betaald voetbal. De club speelde net als het voorgaande seizoen, toen het op de dertiende plaats was geëindigd, in de Eredivisie en nam deel aan de strijd om de KNVB beker.

## Achtergrond
In het voorgaande seizoen was NAC Breda na de reguliere competitie op de dertiende plaats geëindigd. Gaande dat seizoen kwam aan het licht dat NAC afstevende op een verlies van 3,1 miljoen over dat seizoen en was daardoor genoodzaakt om flink te bezuinigen. Veel spelers vertrokken en zo werd de selectie teruggedrongen naar 23 man.

## Selectie
| Nr. | Naam                | Positie     | Geboortedatum | Contract t/m                                 | Nationaliteit |
| --- | ------------------- | ----------- | ------------- | -------------------------------------------- | ------------- |
| 1.  | Jelle ten Rouwelaar | Doel        | 24-12-1980    | 30 juni 2013                                 | Nederland     |
| 2.  | Milano Koenders     | Verdediger  | 31-07-1986    | 1 juli 2012 (Gehuurd van AZ)                 | Nederland     |
| 3.  | Eric Botteghin      | Verdediger  | 31-08-1987    | 1 juli 2014                                  | Brazilië      |
| 4.  | Roly Bonevacia      | Middenveld  | 02-01-1984    | 1 juli 2012 (gehuurd van Ajax)               | Nederland     |
| 5.  | Mike Zonneveld      | Middenveld  | 28-11-1981    | 1 juli 2013                                  | Nederland     |
| 6.  | Tim Gilissen        | Middenveld  | 04-06-1982    | 30 juni 2014                                 | Nederland     |
| 7.  | Kees Luyckx         | Verdediger  | 11-02-1986    | 30 Juni 2013                                 | Nederland     |
| 8.  | Robbert Schilder    | Middenveld  | 18-04-1986    | 30 juni 2013                                 | Nederland     |
| 9.  | Santi Kolk          | Aanval      | 02-10-1981    | 1 juli 2012 (Gehuurd van 1. FC Union Berlin) | Nederland     |
| 10. | Anthony Lurling     | Aanval      | 22-04-1977    | 30 juni 2012                                 | Nederland     |
| 11. | Florian Jozefzoon   | Aanval      | 09-02-1991    | 1 juli 2012 (Gehuurd van Ajax)               | Nederland     |
| 12. | Jens Janse          | Verdediging | 01-07-1986    | 30 juni 2013                                 | Nederland     |
| 15. | Alex Schalk         | Aanval      | 07-08-1992    | 30 juli 2013                                 | Nederland     |
| 16. | Jim van Fessem      | Doel        | 07-08-1975    | 30 juni 2012                                 | Nederland     |
| 17. | Mats Seuntjes       | Aanval      | 17-04-1992    | 1 juli 2014                                  | Nederland     |
| 18. | Donny Gorter        | Middenveld  | 15-06-1988    | 30 juni 2013                                 | Nederland     |
| 19. | Ömer Bayram         | Aanval      | 27-07-1991    | 30 juni 2012                                 | Nederland     |
| 20. | Nemanja Gudelj      | Middenveld  | 16-11-1991    | 30 juni 2012                                 | Servië        |
| 23. | Jordy Buijs         | Verdediging | 28-12-1988    | 1 juli 2014                                  | Nederland     |
| 24. | Pim Bouwman         | Middenveld  | 30-01-1991    | 30 juni 2012                                 | Nederland     |
| 32. | Andreas Lasnik      | Middenveld  | 09-11-1983    | 30 juni 2013                                 | Oostenrijk    |

### Transfers
Voor alle transfers in de zomer van 2011 bekijk: Lijst van Eredivisie-transfers zomer 2011/12

#### Aangetrokken voor het einde van de transferperiode
| Naam              | Nationaliteit | Van                | Bedrag       |
| ----------------- | ------------- | ------------------ | ------------ |
| Eric Botteghin    | Brazilië      | Fc Zwolle          | Transfervrij |
| Florian Jozefzoon | Nederland     | Ajax               | Gehuurd      |
| Jordy Buijs       | Nederland     | De Graafschap      | Transfervrij |
| Mike Zonneveld    | Nederland     | AEL Limassol       | Transfervrij |
| Roly Bonevacia    | Nederland     | Ajax               | Gehuurd      |
| Santi Kolk        | Nederland     | 1. FC Union Berlin | Gehuurd      |
| Andreas Lasnik    | Oostenrijk    | Willem II          | Transfervrij |

#### Vertrokken voor het einde van de transferperiode
| Naam             | Nationaliteit | Naar               | Bedrag       | Opmerkingen                                         |
| ---------------- | ------------- | ------------------ | ------------ | --------------------------------------------------- |
| Ali Boussaboun   | Marokko       | ADO Den Haag       | Transfervrij |                                                     |
| Csaba Fehér      | Hongarije     | Ujpest FC          | Transfervrij |                                                     |
| Ferne Snoyl      | Nederland     | N.N.B              | Transfervrij |                                                     |
| Fouad Idabdelhay | Nederland     | Vfl Osnabrück      | Transfervrij |                                                     |
| Gabor Horvath    | Hongarije     | Videoton FC        | Was gehuurd  | is daarna meteen doorverkocht aan ADO Den Haag      |
| Joonas Kolkka    | Finland       | Willem II          | Transfervrij |                                                     |
| Julian Jenner    | Nederland     | Vitesse            | Was gehuurd  |                                                     |
| Leonardo         | Brazilië      | Red Bull Salzburg  | Verhuurd     |                                                     |
| Matthew Amoah    | Ghana         | Mersin Idman Yurdu | Verkocht     | Nog 4 wedstrijden voor NAC gespeeld in Augustus '11 |
| Rob Penders      | Nederland     | Gestopt            |              |                                                     |
| Tyrone Loran     | Nederland     | De Graafschap      | Transfervrij |                                                     |

## Statistieken

### Competitiewedstrijden
| datum             |                  | uitslag |                  | doelpunt(en) NAC                               | punten | ranglijst |
| ----------------- | ---------------- | ------- | ---------------- | ---------------------------------------------- | ------ | --------- |
| 7 augustus 2011   | NAC Breda        | 0-1     | FC Twente        |                                                | 0      | 15        |
| 14 augustus 2011  | Heracles Almelo  | 2-1     | NAC Breda        | Matthew Amoah                                  | 0      | 17        |
| 20 augustus 2011  | NAC Breda        | 2-2     | FC Groningen     | Alex Schalk, Anthony Lurling                   | 1      | 15        |
| 27 augustus 2011  | RKC Waalwijk     | 2-1     | NAC Breda        | Anthony Lurling                                | 1      | 17        |
| 11 september 2011 | NAC Breda        | 1-3     | Feyenoord        | Robbert Schilder                               | 1      | 17        |
| 16 september 2011 | N.E.C.           | 1-2     | NAC Breda        | Alex Schalk, Ömer Bayram                       | 4      | 15        |
| 24 september 2011 | NAC Breda        | 1-0     | FC Utrecht       | Kees Luyckx                                    | 7      | 12        |
| 1 oktober 2011    | Roda JC Kerkrade | 4-3     | NAC Breda        | Ömer Bayram, Nemanja Gudelj, Alex Schalk       | 7      | 14        |
| 16 oktober 2011   | NAC Breda        | 2-0     | Excelsior        | Robbert Schilder, Anthony Lurling              | 10     | 13        |
| 21 oktober 2011   | De Graafschap    | 3-1     | NAC Breda        | Robbert Schilder                               | 10     | 14        |
| 28 oktober 2011   | NAC Breda        | 3-1     | VVV-Venlo        | Eric Botteghin, Donny Gorter, Ömer Bayram      | 13     | 10        |
| 5 november 2011   | NAC Breda        | 1-0     | Vitesse          | Donny Gorter                                   | 16     | 10        |
| 19 november 2011  | Ajax             | 2-2     | NAC Breda        | Santi Kolk, Robbert Schilder                   | 17     | 10        |
| 26 november 2011  | NAC Breda        | 2-2     | sc Heerenveen    | Anthony Lurling, Ramon Zomer (e.d.)            | 18     | 9         |
| 3 december 2011   | ADO Den Haag     | 3-0     | NAC Breda        |                                                | 18     | 11        |
| 10 december 2011  | PSV              | 1-0     | NAC Breda        |                                                | 18     | 12        |
| 18 december 2011  | NAC Breda        | 2-1     | AZ               | Anthony Lurling, Milano Koenders               | 21     | 10        |
| 21 januari 2012   | Excelsior        | 3-0     | NAC Breda        |                                                | 21     | 11        |
| 28 januari 2012   | NAC Breda        | 1-1     | De Graafschap    | Anthony Lurling                                | 22     | 12        |
| 4 februari 2012   | Vitesse          | 1-0     | NAC Breda        |                                                | 22     | 13        |
| 11 februari 2012  | NAC Breda        | 0-2     | Ajax             |                                                | 22     | 15        |
| 17 februari 2012  | sc Heerenveen    | 1-0     | NAC Breda        |                                                | 22     | 15        |
| 25 februari 2012  | NAC Breda        | 4-0     | ADO Den Haag     | Santi Kolk (2x), Kees Luyckx, Eric Botteghin   | 25     | 14        |
| 3 maart 2012      | VVV-Venlo        | 2-1     | NAC Breda        | Ismo Vorstermans (e.d.)                        | 25     | 14        |
| 10 maart 2012     | NAC Breda        | 3-1     | PSV              | Santi Kolk (2x), Anthony Lurling               | 28     | 13        |
| 17 maart 2012     | AZ               | 0-0     | NAC Breda        |                                                | 29     | 14        |
| 24 maart 2012     | NAC Breda        | 1-1     | N.E.C.           | Nourdin Boukhari                               | 30     | 14        |
| 31 maart 2012     | Feyenoord        | 3-1     | NAC Breda        | Ömer Bayram                                    | 30     | 14        |
| 11 april 2012     | NAC Breda        | 1-2     | Heracles Almelo  | Jordy Buijs                                    | 30     | 15        |
| 14 april 2012     | FC Twente        | 2-2     | NAC Breda        | Alex Schalk, Nourdin Boukhari                  | 31     | 15        |
| 20 april 2012     | NAC Breda        | 0-3     | Roda JC Kerkrade |                                                | 31     | 15        |
| 28 april 2012     | FC Utrecht       | 1-3     | NAC Breda        | Robbert Schilder, Alex Schalk, Jeffrey Sarpong | 34     | 14        |
| 2 mei 2012        | FC Groningen     | 1-1     | NAC Breda        | Luijckx                                        | 35     | 14        |
| 6 mei 2012        | NAC Breda        | 3-2     | RKC Waalwijk     | Alex Schalk, Ömer Bayram, Robert Schilder      | 38     | 13        |

### Wedstrijden KNVB beker
| datum             | fase |         | uitslag        |           | doelpunt(en) NAC |
| ----------------- | ---- | ------- | -------------- | --------- | ---------------- |
| 20 september 2011 | 2de  | Vitesse | 0-0 (5-4 n.s.) | NAC Breda |                  |